# When the Levee Breaks
When the Levee Breaks is een blueslied geschreven en voor het eerst gezongen door Kansas Joe McCoy en Memphis Minnie in 1929. Het is geschreven in reactie op de ophef over de overstroming van de rivier de Mississippi in 1927.
In 1971 is het nummer bewerkt door de Engelse rockband Led Zeppelin, voor hun vierde album Led Zeppelin IV. De tekst in de Led Zeppelin-versie, die wordt toegeschreven aan Memphis Minnie én de Led Zeppelin bandleden, is deels gebaseerd op de originele tekst uit 1929.

## Originele versie
When the Levee Breaks werd door het echtpaar Kansas Joe McCoy (Joe McCoy) en Memphis Minnie (Lizzie Douglas) opgenomen in New York op 18 juni 1929. Aanleiding voor het schrijven van het nummer waren de overstromingen van de rivier de Mississippi in de zomer van 1927. Grote delen van de staat Mississippi en de omringende gebieden werden verwoest. Duizenden mensen werden gedwongen te vluchten naar de steden van het Middenwesten op zoek naar werk. Tijdens de overstromingen en de jaren erna, werd deze ramp het onderwerp van veel Deltablues nummers. Zo ook voor When the Levee Breaks:
"I works on the levee, mama both night and day, I works so hard, to keep the water away"
"I's a mean old levee, cause me to weep and moan, gonna leave my baby, and my happy home".
(Dag en nacht werk ik op de dijk, ik werk zo hard mogelijk om het water tegen te houden.
Het is een slechte oude dijk, hij doet me veel verdriet.
Ik zal huis en haard achter moeten laten).
Het nummer gaat vooral over het feit dat meer dan 13.000 inwoners van Greenville, (Mississippi) en omstreken geëvacueerd moesten worden naar nog intact zijnde hoger gelegen, droge stukken grond (levee’s). De angst dat ook deze stukken grond ten prooi aan het water zouden vallen, was het thema van het nummer.

## Led Zeppelin versie
Led Zeppelin nam het nummer op in december 1970 in Headley Grange, een voormalig armenhuis in Headley (Engeland). De band had tijdens de eerste opnamesessies voor Led Zeppelin IV, in de Island Studio's in Londen, al geprobeerd om het nummer op te nemen, maar zonder veel succes.
When the Levee Breaks is in een ander tempo opgenomen dan dat het in de studio gespeeld werd. Vandaar dat het nummer indertijd op de plaat klonk alsof het album op het verkeerde toerental afgespeeld werd. Vooral de mondharmonica en de gitaarsolo’s zijn later in de studio zwaar overgeproduceerd. Het was voor de band dan ook moeilijk om het live uit te voeren. Alleen in 1975, tijdens de Noord-Amerika Tournee (Canada en de VS), is het een aantal keren live gespeeld. Daarna heeft de band het voorgoed uit de setlist geschrapt.
De drumpartij aan het begin van het nummer, is later vaak gemixt in, vooral, hiphopnummers. Maar ook in andere muziekgenres was het een populaire "beat" om te gebruiken als ritme.

### Alternatieve versies
Op de in 2014 verschenen geremasterde uitgave van Led Zeppelin IV, staat op de tweede cd een alternatieve versie van het nummer, When the Levee Breaks (Alternate U.K. Mix). Deze versie duurt 7:09 terwijl het origineel 7:08 duurt. Deze versie is opgenomen op 19 mei 1971 eveneens in Headley Grange.
Een derde studio-opname is te vinden op de in 2015 verschenen geremasterde uitgave van het album Coda. De titel van het nummer luidt: If It Keeps on Raining (When the Levee Breaks) (Rough Mix).
Deze versie wordt in een sneller tempo (tijdsduur 4:13) en met een ander arrangement gespeeld dan de versie die uiteindelijk op Led Zeppelin IV verscheen.

### Bezetting
- Robert Plant – vocalen en mondharmonica
- Jimmy Page – elektrische gitaar
- John Paul Jones – basgitaar
- John Bonham – drumstel

## Bob Dylan versie
De Amerikaanse zanger Bob Dylan nam het nummer in 2006, onder de titel The Levee’s Gonna Break, op voor zijn 32e studioalbum Modern Times. Het album was Dylan’s tweede nummer 1-album in de VS sinds zijn uit 1976 stammende succes album Desire.
John Bonham · John Paul Jones · Jimmy Page · Robert Plant